# Club Social y Deportivo Macara
Maillots
Actualités
Dernière mise à jour : 8 mai 2025.
Le Club Social y Deportivo Macará est un club équatorien de football basé à Ambato.

## Palmarès
- Championnat d'Équateur de deuxième division
  - Champion (4) : 1971, 1998, 2005 (Clausura), 2016
  - Vice-champion (2) : 2003, 2011

## Anciens joueurs
- Cristian Mora